# Elasticsearch

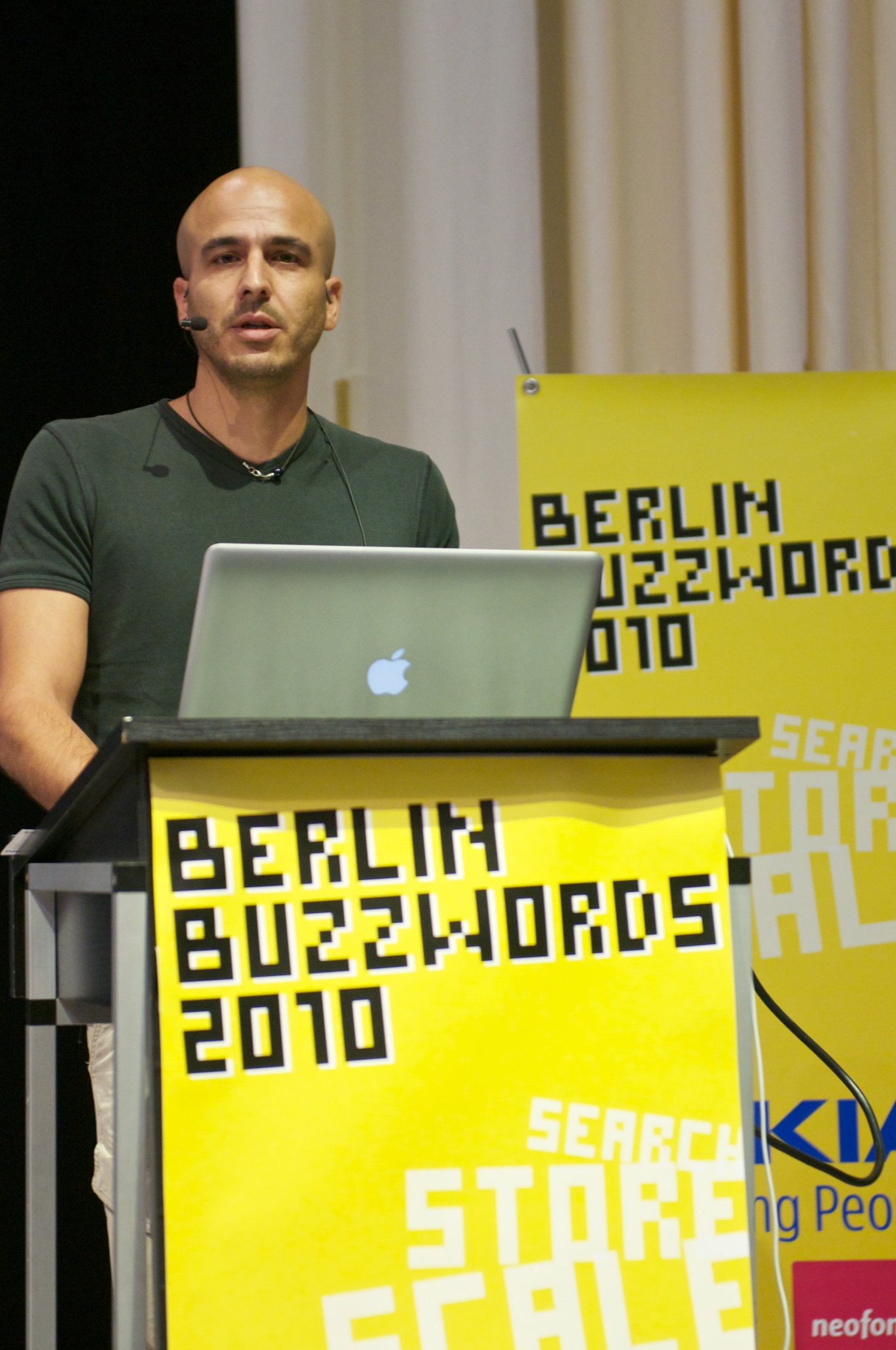
Shay Banon parlant sobre Elasticsearch a Berlin, durant el Buzzwords 2010

Elasticsearch és un motor de cerca basat en la biblioteca Lucene. Proporciona un motor de cerca de text complet distribuït, capaç de multitenència, amb una interfície web HTTP i documents JSON sense esquemes. Elasticsearch està desenvolupat amb Java. Seguint un model de negoci de nucli obert, algunes parts del programari tenen llicència sota diverses llicències de codi obert (majoritàriament la Llicència Apache), mentre que altres parts entren dins de la llicència elàstica propietària (codi-disponible). Existeixen clients oficials amb Java, . NET (C #), PHP, Python, Apache Groovy, Ruby i molts altres idiomes. Segons el rànquing DB-Engines, Elasticsearch és el motor de cerca empresarial més popular seguit d'Apache Solr, també basat en Lucene.

## Història
Shay Banon va crear el precursor a Elasticsearch, anomenat Compass, el 2004. Mentre pensava en la tercera versió de Compass, es va adonar que seria necessari reescriure grans parts de Compass per "crear una solució de cerca escalable". Així, va crear "una solució construïda des de la base per distribuir" i va utilitzar una interfície comuna, JSON sobre HTTP, adequada per a llenguatges de programació que no siguin Java. Shay Banon va llançar la primera versió de Elasticsearch al febrer de 2010.
Elastic NV va ser fundada el 2012 per proporcionar serveis i productes comercials al voltant d'Elasticsearch i programari relacionat. El juny de 2014, la companyia va anunciar un finançament de 70 milions de dòlars en una ronda de finançament de la Sèrie C, només 18 mesos després de formar la companyia. La ronda va ser dirigida per New Enterprise Associates (NEA). Els finançadors addicionals inclouen Benchmark Capital i Index Ventures. Aquesta ronda va aportar un finançament total a 104 milions de dòlars.
El març de 2015, la companyia Elasticsearch va canviar el seu nom per Elastic.
El juny de 2018, Elastic va presentar una oferta pública inicial amb una valoració estimada d'entre 1,5 i 3 mil milions de dòlars. El 5 d'octubre de 2018, Elastic va cotitzar a la Borsa de Valors de Nova York.

## Característiques
Elasticsearch es pot utilitzar per cercar tot tipus de documents. Proporciona cerques escalables, ofereix cerca en temps real i és compatible amb la multitenància. "Elasticsearch es distribuït, el que significa que els índexs es poden dividir en fragments i cada fragment pot tenir zero o més rèpliques. Cada node allotja un o més fragments i actua com a coordinador per delegar les operacions en els fragments correctes. El reequilibri i l'encaminament es fan automàticament". Les dades relacionades sovint s'emmagatzemen al mateix índex, que consta d'un o més fragments primaris i de zero o més fragments de rèplica. Un cop creat un índex, no es pot canviar el nombre de fragments primaris.
Elasticsearch es desenvolupa juntament amb un motor de recollida de dades i elaboració de registres anomenat Logstash, una plataforma d'anàlisi i visualització anomenada Kibana, i Beats, una col·lecció de transport de dades lleuger. Els quatre productes estan dissenyats per a ser utilitzats com a solució integrada, coneguda com a "Elastic Stack" (abans "pila ELK").
Elasticsearch utilitza Lucene i intenta que totes les seves funcions estiguin disponibles mitjançant l'API JSON i Java. Suporta facet i percolant,   que pot ser útil per notificar si els nous documents coincideixen amb les consultes registrades. Una altra característica s'anomena "passarel·la" i gestiona la persistència a llarg termini de l'índex; per exemple, es pot recuperar un índex de la passarel·la en cas que es produís un error en el servidor. Elasticsearch admet sol·licituds GET en temps real, cosa que la fa adequada com a botiga de dades NoSQL, però manca de transaccions distribuïdes.
El 20 de maig de 2019, Elastic va posar a disposició de franc les funcions bàsiques de seguretat de Elastic Stack, inclòs TLS per a comunicacions xifrades, fitxers i regnes natives per crear i gestionar usuaris i control d'accés basat en paper per controlar l'accés dels usuaris a les API de clúster i índexs. El codi font corresponent està disponible a la "Llicència Elàstica", una llicència de tipus font-disponible. A més, Elasticsearch ara ofereix SIEM i Machine Learning com a part dels seus serveis oferts.

## Serveis gestionats
Desenvolupat a partir de l'adquisició Found per part d'Elastic el 2015, Elastic Cloud és una família d'ofertes SaaS basades en Elasticsearch que inclouen Elasticsearch Service, així com Elastic Search Search Service i Elastic Site Search Service que es van desenvolupar a partir de l'adquisició d'Elastic de Swiftype. A finals del 2017, Elastic va formar col·laboracions amb Google per oferir Elastic Cloud a GCP, i Alibaba per oferir Elasticsearch i Kibana a Alibaba Cloud.
Elasticsearch Service a Elastic Cloud és l'oferta oficial i administrada de Elasticsearch i Kibana que ofereixen els creadors del projecte des de l'agost de 2018 Els usuaris del Servei Elasticsearch poden crear desplegaments segurs amb els socis de la plataforma Google Cloud (GCP) i Alibaba Cloud.
AWS ofereix Elasticsearch com a servei gestionat des del 2015. Aquests serveis gestionats proporcionen suport, desplegament, còpia de seguretat i altres suports. La majoria de serveis gestionats també inclouen suport per a Kibana. 
Elasticsearch és la base de la contribució de Pangeanic al projecte de recerca Marie Curie de la UE "EXPERT" anomenat ActivaTM. Pangeanic vol construir una base de dades bilingüe compatible amb les eines de traducció assistida per ordinador, que podrien oferir accés en temps real mitjançant API a diverses eines. El projecte va rebre fons de la UE com a projecte de memòria nacional i europea de traducció en el marc del programa Connecting Europe Facility (CEF). NEC TM té l'objectiu de centralitzar els actius nacionals de traducció a tots els estats membres de la UE per tal que els països puguin tornar a utilitzar les dades de traducció bilingüe produïdes com a resultat de contractes de compra pública.

## Dades filtrades d'Elasticsearch conegudes
- 15-11-2018 La base de dades AWS Elasticsearch pertanyent a VoxOx va exposar desenes de milions de missatges de text, inclosos enllaços de restabliment de contrasenyes, codis de doble factor, notificacions d'enviaments i molt més.[35]
- 27-11-2018 La base de dades Elasticsearch pertanyent a Urban Massage va exposar més de 309.000 registres d'usuaris, inclosos noms, adreces de correu electrònic i números de telèfon.[36]
- 12-01-2019 El servidor Elasticsearch pertanyent a la cadena do-it-yourself, B&amp;Q va exposar dades personals de persones capturades o sospitoses de robar mercaderies de botigues.[37][38]
- La base de dades Elasticsearch del 21-01-2019 de l'agència administrada per a joves AIESEC va exposar més de 4 milions d'inscripcions internes inclosos el nom, sexe, data de naixement del sol·licitant i les raons per les quals la persona sol·licitava la pràctica.[39]
- La base de dades Elasticsearch del 23-01-2019 de Ascension Data i Analytics va exposar 24 milions de documents financers i bancaris, que representen desenes de milers de préstecs i hipoteques d'alguns dels majors bancs dels EUA[40]
- La base de dades d'Elasticsearch del 13-09-2019 del Distribuïdor Leads va exposar 198 milions de registres de compra de cotxes que contenien la informació personal dels clients.[41]
- La base de dades Elasticsearch d'Adobe, amb 7,5 milions de registres de clients, contenia adreces de correu electrònic, identificadors de membres d'Adobe (nom d'usuari), país d'origen i quins productes Adobe utilitzaven.[42]
- 19-11-2019 La base de dades Elasticsearch pertanyent a Conrad Electronic va exposar 14 milions de registres de clients amb adreces postals, números de telèfon de fax i de telèfon, així com IBAN,[43]